# TRUTH 21century
『TRUTH 21century』（トゥルース 21センチュリー）は、T-SQUAREがT-SQUARE plus名義でリリースしたリアレンジ・アルバムである。2001年9月19日にリリース。

## 概要
T-SQUARE plus名義のリアレンジ・アルバム。1987年にリリースしたスクェアの大ヒットアルバムで安藤まさひろ作曲のタイトル曲『TRUTH』が20世紀に続き、21世紀でもフジテレビ系「F1 GRAND PRIX 2001」のテーマ曲に決定。21世紀ヴァージョンとして、2001年5月9日発売の先行マキシシングル「TRUTH 21c」が起用。本作は、歴代の作品から10曲を選曲している。
演奏は、安藤、伊東たけしに加え、サポートミュージシャンに元メンバーのキーボード・難波正司、アレンジを担当した、ギターのダグ・ボッシ、キーボードのヴィンス・ディコーラを中心に、ロサンゼルスで活躍する現地ミュージシャンが多数参加している。

## 収録曲
1. KNIGHT'S SONG
作曲：安藤まさひろ
編曲：ダグ・ボッシ（Doug Bossi）、ヴィンス・ディコーラ（Vince DiCola）
  - 安藤正容 - ギター
  - 伊東たけし - EWI
  - ダグ・ボッシ - リズム・ギター
  - ヴィンス・ディコーラ - キーボード
  - フィル・スーザン（Phil Soussan） - ベース
  - ドーン・ペリー（Doane Perry） - ドラムス
  - マイク・ゴンザレス（Mike Gonzales） - パーカッション
2. CHASE
作曲：安藤まさひろ
編曲：ダグ・ボッシ、ヴィンス・ディコーラ
  - 安藤正容 - ギター
  - ダグ・ボッシ - リズム・ギター
  - ヴィンス・ディコーラ - キーボード
  - 伊東たけし - EWI
  - フィル・スーザン - ベース
  - ニック・メンザ - ドラムス
3. MEGALITH
作曲：本田雅人
編曲：ダグ・ボッシ、ヴィンス・ディコーラ
  - 安藤正容 - ギター
  - ダグ・ボッシ - リズム・ギター
  - 伊東たけし - アルト・サックス
  - ヴィンス・ディコーラ - キーボード
  - フィル・スーザン - ベース
  - ドーン・ペリー - ドラムス
4. L'EAU ROUGE
作曲：本田雅人
編曲：ダグ・ボッシ、ヴィンス・ディコーラ
  - ダグ・ボッシ - リズム・ギター
  - 伊東たけし - アルト・サックス
  - ヴィンス・ディコーラ - キーボード
  - フィル・スーザン - ベース
  - ドーン・ペリー - ドラムス
5. GOOD-BYE HERO
作曲：安藤まさひろ
編曲：ダグ・ボッシ、ヴィンス・ディコーラ
  - ダグ・ボッシ - ギター
  - ヴィンス・ディコーラ - キーボード
  - フィル・スーザン - ベース
  - ドーン・ペリー - ドラムス
  - マイク・ゴンザレス - パーカッション
6. LITTLE MERMAID
作曲：安藤まさひろ
編曲：難波正司
  - 安藤正容 - ギター
  - 難波正司 - キーボード
  - 伊東たけし - EWI
  - リック・フィエラブラッチ（Ric Fierabracci） - ベース
  - コフィ・ベイカー（Kofi Baker) - ドラムス
7. THE FACE
作曲：安藤まさひろ
編曲：ダグ・ボッシ、ヴィンス・ディコーラ
  - 安藤正容 - ギター
  - ダグ・ボッシ - ギター
  - ヴィンス・ディコーラ - キーボード
  - 伊東たけし - EWI
  - フィル・スーザン - ベース
  - マット・ソーラム - ドラムス
8. IT'S HAPPENING AGAIN
作詞：リンダ・ヘンリック
作曲：安藤まさひろ
編曲：難波正司
  - ボビー・キンボール - ヴォーカル
  - テリー・ウッド（Terry Wood) - バッキング・ヴォーカル
  - シャーウッド・ボール（Sherwood Ball) - バッキング・ヴォーカル
  - 安藤正容 - ギター
  - 難波正司 - キーボード
  - 伊東たけし - アルト・サックス
  - リック・フィエラブラッチ - ベース
9. TRUTH 21c
作曲：安藤まさひろ
編曲：ダグ・ボッシ
  - 安藤正容 - ギター
  - ダグ・ボッシ - ギター
  - ヴィンス・ディコーラ - キーボード
  - 伊東たけし - EWI
  - フィル・スーザン - ベース
  - マット・ソーラム - ドラムス
10. GOOD-BYE BLUE WIND
作曲：安藤まさひろ
編曲：ダグ・ボッシ、ヴィンス・ディコーラ
  - ダグ・ボッシ - アコースティック・ギター
  - ヴィンス・ディコーラ - キーボード
  - 伊東たけし - EWI

## タイアップ
| 曲名      | タイアップ                                            |
| --------- | ----------------------------------------------------- |
| TRUTH 21c | 『F1グランプリ』（2001年 - 2002年）オープニングテーマ |